# Osmay Acosta
Osmay Acosta Méndez Duarte (Havana, 3 de abril de 1985) é um boxista cubano que representou seu país nos Jogos Olímpicos de Verão de 2008, realizados em Pequim, na República Popular da China. Competiu na categoria pesado onde conseguiu a medalha de bronze após perder nas semifinais para o russo Rakhim Chakhkiyev.